# مسجد كالوتسياني
مسجد كالوتسياني (بالتركية: Kanlı Çeşme Camii)‏، أي مسجد النافورة الحمراء، (باليونانية: Τζαμί Καλούτσιανης): هو مسجد عثماني تاريخي في بلدة يوانينا، إبيروس، في شمال غرب اليونان. تم بناؤه في 1740، ومنذ 2005 تعرض لحملات وأعمال الترميم. إنه أحد المساجد العديدة الباقية في يوانينا، والبعض الآخر هو مسجد ولي باشا، ومسجد فتحية، ومسجد أصلان باشا.

## العمارة
تبلغ مساحة المسجد 231 مترا مربعا. يحتوي مسجد كالوتسياني على قاعة صلاة مربعة الشكل، يبلغ جانبها من الخارج 11.50 مترًا. يتكون البناء من مستويين بارزين قليلاً، يفصل بينهما إفريز، يعلو الكل قبة، وهي قبة مثمنة ترتكز على أربع حنيات.